# Jo So-jin
Jo So-jin (hangul: 조소진; hanja: 趙笑珍; rr: Jo So-jin; MR: Cho So-jin; Jeongup, 11 de outubro de 1991), mais frequentemente creditada na carreira musical apenas como Sojin (hangul: 소진), é uma cantora e dançarina sul-coreana. Realizou sua estreia no cenário musical em agosto de 2014 como membro do grupo Nasty Nasty. Mais tarde, em janeiro de 2015, Sojin se tornou membro do grupo feminino Nine Muses. Iniciou sua carreira de atriz ao protagonizar a série de televisão Canvas The Emperor.

## Biografia
Sojin nasceu no dia 11 de outubro de 1991 em Jeongeup, Coreia do Sul. Ela treinou na gravadora Big Hit Entertainment durante cinco anos e supostamente seria integrante do grupo feminino Glam, mas deixou a empresa antes dessa oportunidade.

## Carreira

### 2014: Nasty Nasty
Em 2014, foi revelado que Sojin iria se tornar integrante do grupo projeto Nasty Nasty, ao lado de Kyungri (integrante do Nine Muses), e Kevin (integrante do ZEA). O grupo estreou oficialmente em 22 de agosto de 2014 com o single Knock.

### 2015: Nine Muses
Em 8 de janeiro de 2015, a Star Empire Entertainment anunciou o lançamento do terveiro extended play de Nine Muses, intitulado Drama. Sojin foi revelada como nova integrante do grupo dias depois. A gravadora divulgou diversas informações sobre ela e Keumjo, outra nova integrante do grupo.

### 2016–2017: Nine Muses A e atividades individuais
No verão de 2016, a Star Empire Entertainment revelou que Nine Muses iria realizar seu retorno como uma subunidade, composto por quatro integrantes: Kyungri, Hyemi, Sojin e Keumjo. Mais tarde, foi revelado que Sojin iria realizar sua estreia como atriz no drama chinês Canvas The Emperor, ao lado de artistas notáveis como Seohyun.
Em 2017, Sojin se tornou membro do elenco principal no drama The Idolmaster KR. Como parte do drama, Sojin se tornou integrante do grupo Red Queen, juntamente com Kaeun do After School, Ari do Tahiti e Hyeri do IBI.

## Filmografia

### Dramas
| Ano  | Título             | Emissora | Papel       | Notas                              |
| ---- | ------------------ | -------- | ----------- | ---------------------------------- |
| 2016 | Canvas The Emperor | Naver    | Lin Hui Zin | Elenco principal                   |
| 2016 | The Idolmaster KR  | SBS      | Hyeju       | Como integrante do grupo Red Queen |